# Václav Tomáš Matějka
Václav Tomáš Matějka, psán také Wácslav, Wenceslaus nebo Wenzel Thomas Matiegka (pokřtěn 6. června 1773 Choceň – 19. ledna 1830 Vídeň), byl český skladatel a kytarista.

## Život
Pocházel z rodiny venkovského kantora Jana Františka Matějky. Základy hudebního vzdělání tak získal v rodině. Studoval práva na Karlově univerzitě v Praze a vedle toho se dále vzdělával v hudbě. Po skončení studia byl zaměstnán jako právník ve službách hraběte Kinského. Na začátku 19. století odešel do Vídně. Stal se ředitelem kůru v kostele sv. Josefa v Leopoldově a rychle si vydobyl uznání jako vynikající kytarista, učitel klavíru a skladatel. Jeho Notturno op. 21 pro flétnu, violu a kytaru přepracoval Franz Schubert připojením violoncella na kvartet a dlouho byla tato skladba připisována právě Schubertovi. Ve Vídni se i oženil. Z jeho šesti dětí se již hudbě nevěnovalo žádné.
Do dnešního dne se dochovalo na 33 skladeb pro kytaru. Komponoval však i komorní hudbu, písně a chrámové skladby. Řada jeho chrámových skladeb je uložena v Kroměříži. V Hudebním archivu Moravského muzea v Brně je jeho Slavnostní mše D-dur.

## Dílo

### Skladby pro sólovou kytaru
- 12 Leichte Ländler Op. 1
- Caprice Op. 2
- 12 Pieces faciles Op. 3
- Fantasie Op. 4
- 6 Leichte Variationen Op. 5
- 6 Variations Op. 6
- 9 Variationen Op. 7
- 6 Variations Op. 8
- 10 Variations capricieuses Op. 10
- Grande Serenade Facile Op. 11
- Variations, Menuett Op. 12
- 6 Variations Op. 13
- 6 Variations Op. 14
- 12 Menuets Brillians Op. 15
- Sonate facile Op. 16
- Sonate progressive Op. 17
- 24 Pièces progressives Op. 20
- Sonate Op. 23
- 15 Variations Op. 27
- 8 Variations Op. 28
- Variations Op. 29
- 6 Sonates progressives Op. 31
- 6 Sonates progressives Op. 32
- Trauer Marsch
- Grande Sonate n. 1
- Grande Sonate n. 2

### Komorní skladby s kytarou
- Grand Trio pro housle, violu a kytaru Op. 9
- Kurze Musikstücke pro klarinet, lesní roh a kytaru Op. 18
- Serenade pro housle a kytaru Op. 19
- Notturno pro flétnu, violu a kytaru Op. 21
- 3 Sérénades pro housle a kytaru Op. 22
- Grand Trio pro housle, violu a kytaru Op. 24
- Notturno pro zobcovou flétnu, violu a kytaru Op. 25
- Serenade pro flétnu, violu a kytaru Op. 26
- Pot-Pourri pro violoncello a kytaru Op. 30
- Grosses Trio pro housle, violu a kytaru

### Transkripce
- Abendempfindung von Mozart pro zpěv a kytaru
- Das Veilchen von Mozart pro zpěv a kytaru
- Serenata del sig. Beethoven pro housle, violu a kytaru
- Adelaide von Matthisson (Beethoven) pro zpěv a kytaru
- Vergiss mein Nicht (Mozart) pro zpěv a kytaru